# Holme (Kirklees)
Holme – wieś w Anglii, w hrabstwie ceremonialnym West Yorkshire, w dystrykcie metropolitalnym Kirklees. Leży 34 km na południowy zachód od miasta Leeds i 255 km na północny zachód od Londynu.